# Guerra dels camperols (1798)
La Guerra dels camperols (Klëppelkrich en luxemburguès o Guerre des Paysans en francès) va ser una revolta de pastors de 1798 contra l'ocupació francesa dels Països Baixos del sud després del Tractat de Campo Formio. Aquest conflicte s'engloba en les Guerres de la Revolució Francesa.
A Luxemburg la revolta va començar arran de la conscripció de tots els homes entre 20 i 25 anys del país a finals de setembre de 1798. Bàsicament hi participaren camperols, que eren els més afectats per la Revolució Francesa, ja que generalment les classes mitjanes apreciaven la modernització i l'anticlericalisme. Sense el suport d'aquestes la revolta va fracassar i els ocupants francesos la sufocaren en només uns mesos. 94 insurgents van ser jutjats i 42 sentenciats a mort.
A Flandes la revolta va tenir més importància i un grup de rebels van aconseguir reunir-se amb els anglesos però van ser derrotats a Ingelmunster. En aquesta regió hi van haver entre 5000 i 10.000 morts i una repressió severa.